# Miklós tér
A Miklós tér Budapest III. kerületében található.
Aquincum északi városkapujának feltételezett helye, a porta principalis sinistra, melyen keresztül a via principalis vezetett az Ulcisia Castra, a mai Szentendre irányába. A középkorban is lehetett valamennyi szerepe. A török uralom utáni nevei közül elsőként a Magazin tér név ismert. A 20. század fordulóján lett Miklós tér a neve Zichy Miklós a környék földesura után, majd 1941-ben Óbuda utolsó polgármesterének emlékére Városbíró tér. 1951 óta hívják ismét Miklós térnek.